# Мерсін (провінція)
Мерсін (тур. Mersin), до 2002 року Ічель (тур. İçel) — провінція в Туреччині, розташована на півдні країни. Столиця — місто Мерсін (населення 545 000 жителів відповідно до даних на 2000 рік). На півдні провінція омивається водами Середземного моря. Протяжність берегової лінії становить 321 км. Протока завширшки 65 км відділяє Мерсін від Північного Кіпру. 
85% території провінції займають Таврські гори. Рівнини є тільки на східній частині провінції де знаходяться найбільші міста Мерсін та Тарс. 
Населення 1 640 888 жителів (дані на 2007 рік). Провінція складається з 13 районів, чотири з яких є районами міста Мерсін.
Мерсін є найбільшим середземноморським портом Туреччини. 
| Туреччина | Це незавершена стаття з географії Туреччини. Ви можете допомогти проєкту, виправивши або дописавши її. |